# Cyril Chevalier
Cyril Chevalier (28 de octubre de 1974) es un deportista neocaledonio que compitió en judo. Ganó seis medallas en el Campeonato de Oceanía de Judo entre los años 2000 y 2011.

## Palmarés internacional
| Campeonato de Oceanía | Campeonato de Oceanía      | Campeonato de Oceanía | Campeonato de Oceanía |
| Año                   | Lugar                      | Medalla               | Categoría             |
| --------------------- | -------------------------- | --------------------- | --------------------- |
| 2000                  | Sídney (Australia)         | Medalla de plata      | –60 kg                |
| 2002                  | Wellington (Nueva Zelanda) | Medalla de oro        | –60 kg                |
| 2004                  | Numea (Francia)            | Medalla de oro        | –60 kg                |
| 2006                  | Papeete (Francia)          | Medalla de bronce     | –66 kg                |
| 2010                  | Canberra (Australia)       | Medalla de bronce     | –60 kg                |
| 2011                  | Papeete (Francia)          | Medalla de bronce     | –60 kg                |